# Jung und Leidenschaftlich – Wie das Leben so spielt
Jung und Leidenschaftlich – Wie das Leben so spielt (Originaltitel: As the World Turns) ist eine US-amerikanische Fernsehserie, die auf dem Fernsehsender Columbia Broadcasting System (CBS) ausgestrahlt wurde. Die Serie war mit 54 Jahren die am zweitlängsten ausgestrahlte Seifenoper der Welt. In der Liste der längsten Fernsehserien finden sich lediglich Springfield Story und  General Hospital vor dieser Fernsehserie. Trotzdem kündigte der Heimatsender CBS am 9. Dezember 2009 an, die Serie auslaufen zu lassen, und somit lief die allerletzte Folge am 17. September 2010. Eine Besonderheit an As the World Turns ist auch, dass die Rechte an ihr seit Anfang 1956 Procter & Gamble gehören, das die Serie bis zur letzten Sendung produzierte und sponserte.

## Allgemeines
Jung und Leidenschaftlich – Wie das Leben so spielt wurde in den Vereinigten Staaten vom Sender CBS seit dem 2. April 1956 ausgestrahlt. Mehr als 13.400 Episoden wurden produziert. Die Idee der Serie stammte von Irna Phillips. Die Folgen der Sendung waren in den Anfangsjahren dreißig Minuten lang; später wurden sie auf sechzig Minuten erweitert.
International wird die Serie außerhalb der Vereinigten Staaten gegenwärtig nur in Kanada auf Global TV und auf NTV in Neufundland und Labrador sowie in den Niederlanden auf RTL 4 seit 1990 und auf RTL 8 seit 2007 gesendet. In Deutschland wurde die Serie einige Zeit erst von RTLplus und ab 1993 von VOX ausgestrahlt.

## Handlung
Die US-amerikanische Seifenoper As the World Turns spielt in dem fiktiven Ort Oakdale in Illinois. Die Show dreht sich um das Leben verschiedener fiktiver Familien und Einzelpersonen. In der Seifenoper werden verschiedene Gesellschaftsfragen thematisiert.

## Schauspieler der Serie

### Die letzten Darsteller der Serie (in alphabetischer Reihenfolge)
| Schauspieler            | Charakter               | Dauer                                 |
| ----------------------- | ----------------------- | ------------------------------------- |
| Noelle Beck             | Lily Walsh Snyder       | 2008–2010                             |
| Terri Conn              | Katie Peretti Snyder    | 1998–2010                             |
| Trent Dawson            | Henry Coleman           | 1999–2010                             |
| Ellen Dolan             | Margo Montgomery Hughes | 1989–1993, 1994–2010                  |
| Eileen Fulton           | Lisa Miller Grimaldi    | 1960–1964, 1965, 1966–1983, 1984–2010 |
| Van Hansis              | Luke Snyder             | 2005–2010                             |
| Don Hastings            | Dr. Bob Hughes          | 1960–2010                             |
| Kathryn Hays            | Kim Sullivan Hughes     | 1972–2010                             |
| Jon Hensley             | Holden Snyder           | 1985–1988, 1989–1995, 1997–           |
| Scott Holmes            | Tom Hughes              | 1987–2010                             |
| Roger Howarth           | Paul Ryan               | 2003–2010                             |
| Elizabeth Hubbard       | Lucinda Walsh           | 1984–1999, 1999–2010                  |
| Jon Lindstrom           | Craig Montgomery        | 2008–2010                             |
| Billy Magnussen         | Casey Hughes            | 2008–2010                             |
| Grayson McCouch         | Dusty Donovan           | 2003–2008, 2008–2010                  |
| Kelley Menighan Hensley | Emily Stewart           | 1992–2010                             |
| Michael Park            | Jack Snyder             | 1997–2010                             |
| Marnie Schulenburg      | Alison Stewart          | 2007–2010                             |
| Helen Wagner            | Nancy Hughes McClosky   | 1956–2010                             |
| Maura West              | Carly Tenney            | 1995–1996, 1997–2010                  |
| Marie Wilson            | Meg Snyder Donovan      | 2005–2010                             |
| Colleen Zenk            | Barbara Ryan            | 1978–2010                             |

### Aktuelle Nebendarsteller der Serie
| Schauspieler         | Charakter               | Dauer                |
| -------------------- | ----------------------- | -------------------- |
| Valentina de Angelis | Faith Snyder            | 2010                 |
| Ewa Da Cruz          | Vienna Hyatt            | 2006–2010            |
| Allie Gorenc         | Sage Snyder             | 2006–2010            |
| Mick Hazen           | Parker Snyder           | 2006–2010            |
| Daniel Manche        | J.J. Larrabee           | 2006–2010            |
| Marie Masters        | Dr. Susan Burke Stewart | 1968–1979, 1986–2010 |
| Isabella Palmieri    | Natalie Snyder          | 2009–2010            |
| Julie Pinson         | Janet Ciccone Snyder    | 2008–2010            |
| Jake Silbermann      | Noah Mayer              | 2007–2010            |
| Eric Sheffer Stevens | Dr. Reid Oliver         | 2010                 |
| Sam Oz Stone         | Daniel Hughes           | 2007–2010            |
| Kathleen Widdoes     | Emma Snyder             | 1985–2010            |
| Sarah Wilson         | Liberty Ciccone         | 2010                 |

### Verstorbene Darsteller der Serie
| Schauspieler           | Charakter                         | Jahre in der Serie   | Todesjahr |
| ---------------------- | --------------------------------- | -------------------- | --------- |
| Barbara Berjer         | Claire English Lowell Cassen Shea | 1965–1971            | 2002      |
| Clarice Blackburn      | Marion Connolly R.N.              | 1976–1978            | 1995      |
| Anne Burr              | Claire English Lowell Cassen Shea | 1956–1959            | 2003      |
| Keith Charles          | Ralph Mitchell                    | 1977–1979; 1991–1993 | 2008      |
| Fran Carlon            | Julia Burke                       | 1968–1975            | 1993      |
| Dennis Cooney          | Jay Stallings                     | 1973–1980            | 2002      |
| Les Damon              | Jim Lowell                        | 1956–1957            | 1962      |
| Curt Dawson            | Ronnie Talbot                     | 1973                 | 1985      |
| Henderson Forsythe     | Dr. David Stewart                 | 1960–1995            | 2006      |
| Hugh Franklin          | Ralph Brown                       | 1968–1970            | 1986      |
| Nicolette Goulet       | Casey Reynolds                    | 1985                 | 2008      |
| Benjamin Hendrickson   | Hal Munson                        | 1985–2004, 2005–2006 | 2006      |
| Laurence Hugo          | John Hughes                       | (frühe 1960er)       | 1994      |
| William Johnstone      | Judge James T. Lowell             | 1956–1979            | 1996      |
| Ed Kemmer              | Dick Martin                       | 1966–1970, 1974–1978 | 2004      |
| Will Lee               | Will Hughes                       | 1956                 | 1982      |
| Michael Louden         | Duke Kramer Dixon                 | 1988–1990            | 2004      |
| Michael David Morrison | Caleb Snyder                      | 1988–1993            | 1993      |
| Don MacLaughlin        | Chris Hughes                      | 1956–1986            | 1986      |
| Santos Ortega          | Will Hughes                       | 1956–1976            | 1976      |
| Nat Polen              | Dr. Douglas Cassen                | 1956–1967            | 1981      |
| Leona Powers           | Thelma Turner                     | 1957–1962            | 1970      |
| Keith Pruitt           | Frank Wendell                     | 1990–1992            | 2008      |
| William Redfield       | Dr. Tim Cole                      | 1958–1960            | 1976      |
| Ethel Remey            | Alma Miller                       | 1963–1977            | 1979      |
| Dean Santoro           | Dr. Paul Stewart                  | frühe 1970er         | 1987      |
| Helen Shields          | Edna Rice                         | 1962–1963            | 1963      |
| Roy Shuman             | Dr. Michael Shea                  | 1968–1970            | 1973      |
| Philip Sterling        | Rev. George Booth                 | 1976–1979            | 1998      |
| Ruth Warrick           | Edith Hughes Frey                 | 1956–1960            | 2005      |
| Gertrude Werner        | Claire English Cassen Shea        | 1960                 | 1986      |
| Ronnie Welch           | Dr. Robert Hughes                 | 1958–1960            | 1993      |
| Nancy Wickwire         | Claire English Cassen Shea        | 1960–1964            | 1974      |
| Vince Williams         | Lamar Griffin                     | 1989                 | 1996      |

### Bekannte Schauspieler aus der Serie
Viele Film- und Fernsehschauspieler erschienen in der Serie, bevor sie ihren Durchbruch schafften, unter anderem:
| Schauspieler       | Charakter                     | Jahre in der Serie    |
| ------------------ | ----------------------------- | --------------------- |
| Courteney Cox      | Bunny                         | 1984                  |
| Jason Biggs        | Pete Wendell                  | 1994–1995             |
| Brian Bloom        | Dusty Donovan                 | 1983–1988             |
| Jordana Brewster   | Nikki Munson                  | 1995–1998             |
| Patricia Bruder    | Ellen Stewart                 | 1960–2002             |
| Larry Bryggman     | John Dixon                    | 1969–2004             |
| Shawn Christian    | Mike Kasnoff                  | 1994–1997             |
| Margaret Colin     | Margo Montgomery              | 1981–1983             |
| Joseph Cross       | Casey Hughes                  | 1999–2000, 2002–2004  |
| Dana Delany        | Hayley Hollister              | 1981                  |
| William Fichtner   | Josh Snyder                   | 1987–1989             |
| Thomas Gibson      | Derek Mason                   | 1988–1989             |
| James Earl Jones   | Dr. Jerry Turner              | 1966                  |
| Lauryn Hill        | Kira Johnson                  | 1991                  |
| Kristanna Loken    | Danielle Andropoulos          | 1994                  |
| Mary McDonnell     | Claudia Colfax                | 1980                  |
| Gregory Michael    | Clark Watson                  | 2003–2004             |
| Julianne Moore     | Frannie Hughes/Sabrina Hughes | 1985–1988             |
| Ming-Na Wen        | Lien Hughes                   | 1988–1991             |
| Lea Salonga        | Lien Hughes                   | 2001–2002             |
| Paolo Seganti      | Damian Grimaldi               | 1994–2010             |
| Michael Nader      | Kevin Thompson                | 1976–1978             |
| Annie Parisse      | Julia Snyder                  | 1998–2001, 2002       |
| Danny Pintauro     | Paul Ryan                     | 1983–1984             |
| Rosemary Prinz     | Penny Hughes                  | 1956–1968             |
| Parker Posey       | Tess Shelby                   | 1991–1992             |
| Vanessa Ray        | Teri Ciccone                  | 2009–2010             |
| Emmy Rossum        | Abigail Williams              | 1997                  |
| Amy Ryan           | Reenie                        | 1990                  |
| Peyton List        | Lucy Montgomery               | 2001–2005             |
| Meg Ryan           | Betsy Stewart Andropoulos     | 1982–1984             |
| Mark Rydell        | Jeff Baker                    | 1956–1962             |
| Roselyn Sánchez    | Pilar Domingo                 | 1996–1997             |
| Martin Sheen       | Jack Davis                    | 1965–1970             |
| Kerr Smith         | Ryder Hughes                  | 1996–1997             |
| Michael Swan       | Duncan McKechnie              | 1986–1995, 2001, 2002 |
| Richard Thomas     | Tom Hughes                    | 1966–1967             |
| Marisa Tomei       | Marcy Thompson Cushing        | 1983–1985             |
| Tamara Tunie       | Jessica Griffin               | 1986–1995, 1999–2007  |
| James van der Beek | Stephen Anderson              | 1995                  |
| Steven Weber       | Kevin Gibson                  | 1985–1986             |
| Amanda Seyfried    | Lucy Montgomery               | 2000–2001             |

## Trivia
Die Sendung war eine der letzten, die von Anfang an von Procter & Gamble finanziert bzw. produziert wurden.
Carol Burnett veralberte die Reihe regelmäßig in ihrer Show unter dem Titel „As the stomach turns“ (Wenn sich der Magen dreht).